# 国立病院機構和歌山病院
独立行政法人国立病院機構和歌山病院（どくりつぎょうせいほうじんこくりつびょういんきこうわかやまびょういん）は、和歌山県日高郡美浜町にある医療機関。独立行政法人国立病院機構が運営する病院である。旧国立療養所和歌山病院。政策医療分野における循環器病、呼吸器疾患（結核含む）、重症心身障害の専門医療施設である。御坊市などの1市5町で構成される御坊保健医療圏の地域医療支援病院の承認を受ける。和歌山県立みはま支援学校が隣接している。

## 沿革
- 1944年（昭和19年）9月27日 - 日本医療団延寿浜園として日高郡和田村松原に開設[注釈 2]。
- 1947年（昭和22年）4月1日 - 厚生省へ移管、国立療養所延寿浜園となる。
- 1974年（昭和49年）3月25日 - 外来管理治療棟を新築。
- 1974年（昭和49年）4月1日 - 国立療養所和歌山病院と改称。
- 1976年（昭和51年）3月31日 - 第1、第2病棟を新築。
- 1980年（昭和55年）7月30日 - 第3病棟を新築。
- 2001年（平成13年）1月6日 - 厚生労働省へ移管。
- 2004年（平成16年）4月1日 - 独立行政法人国立病院機構和歌山病院に移行。
- 2006年（平成18年）6月12日 - 地域医療支援病院の承認を受ける。
- 2007年（平成19年）6月15日 - 呼吸器センターを開設。

## 診療科
- 呼吸器内科
- 循環器内科
- 呼吸器外科
- 神経内科
- 内科
- 外科
- 心臓血管外科
- 放射線科
- 小児科
- リハビリテーション科
- 歯科

## 医療機関の指定等
- 保険医療機関
- 救急告示医療機関
- 労災保険指定医療機関
- 指定自立支援医療機関（更生医療）
- 原子爆弾被害者一般疾病医療取扱医療機関
- 地域医療支援病院
- 臨床研修指定病院（協力型）

## 周辺の施設
- 和歌山県立みはま支援学校
- 美浜町役場
- 美浜町社会福祉協議会
- 美浜町立和田小学校
- 美浜町立松洋中学校
- 御坊自動車学校

## 交通アクセス
- JR西日本、きのくに線御坊駅より御坊南海バスで約12分、和歌山病院前で下車。